# Tanaoctena collina
Tanaoctena collina är en fjärilsart som beskrevs av Turner 1926. Tanaoctena collina ingår i släktet Tanaoctena och familjen spinnmalar. Inga underarter finns listade i Catalogue of Life.